# Гоше III де Шатильон
Гоше (Готье) III де Шатильон (фр. Gaucher III de Châtillon; ок. 1166 — октябрь 1219) — сеньор де Шатильон-сюр-Марн, де Труасси, де Монже, де Креси-ан-Бри с 1191 года, сеньор де Пьерфон 1192—1193, сеньор де Клиши с 1193 года, граф де Сен-Поль (по праву жены) с 1205 года, сенешаль Бургундии, Великий кравчий Шампани, второй сын Ги II де Шатильона и Алисы де Дрё, дочери Роберта I, графа де Дрё, и Эдвиги д’Эврё.

## Биография
Родовые владения Гоше располагались большей частью в графстве Шампань. По матери Гоше был правнуком короля Франции Людовика VI и, соответственно, близким родственником короля Филиппа II Августа
Гоше вместе со старшим братом, Ги III, принимал участие в Третьем крестовом походе в армии короля Филиппа II. Ги погиб в 1191 году при осаде Акры, не оставив детей, благодаря чему Гоше унаследовал его владения.
Вернувшись во Францию, Гоше в 1192 году унаследовал после смерти дальней родственницы права замок Пьерфон. Однако уже в следующем году обменял их королю Филиппу II, которому ещё в 1181 году свои права на Пьеррфон уступил епископ Суассона Нивелон де Кьерзи, на замок Клиши.
В 1196 году Гоше женился на Елизавете, дочери и наследнице Гуго IV, графа де Сен-Поль. Благодаря этому браку после смерти тестя в 1205 году Гоше унаследовал его владения — небольшое графство Сен-Поль, располагавшееся рядом с Артуа.
В 1204 году Гоше в составе армии короля Филиппа участвовал в завоевании Нормандии.
В 1209 году Гоше присоединился к армии под командованием Симона IV де Монфора в крестовом походе против альбигойцев. Он участвовал в осаде Безье и Каркассона.
В 1214 году Гоше в составе французской армии под командованием короля Филиппа II участвовал в битве при Бувине.
В Шампани граф Тибо III назначил Гоше Великим кравчим, а герцог Бургундии Эд III — сенешалем Бургундии. После смерти в 1201 году графа Шампани Тибо III регентшей стала вдова Тибо III — Бланка Наваррская, правившая от имени своего малолетнего сына Тибо IV. Однако на графство претендовал также Эрар де Бриенн, сеньор де Рамерю, жена которого, Филиппа, была дочерью графа Шампани Генриха II. Спор за наследство в итоге в 1215 году вылился в войну, в которой Гоше стал на сторону Бланки и Тибо.
В 1219 году Гоше в составе армии под командованием принца Людовика (будущего короля Людовика VIII) вновь выступил против альбигойцев и принимал участие в резне, устроенной крестоносцами в Марманде в июне того же года. Вскоре после этого Гоше умер. Его владения были разделены. Графство Сен-Поль, Монже и Труаси унаследовал старший сын Ги I (IV), а Шатильон и де Креси-ан-Бри — второй сын, Гуго I.

## Брак и дети
Жена: с 1196 Елизавета (ок. 1179—1232), графиня де Сен-Поль, дочь Гуго IV, графа де Сен-Поль и Иоланды де Эно
- Ги I (IV) (до 1196 — 8 августа 1226), граф де Сен-Поль с 1221
- Гуго I (после 1196 — 9 апреля 1248), сеньор де Шатильон, де Труаси, де Мелюн и де Креси, граф де Сен-Поль (Гуго V) с 1226, граф де Блуа с 1231, сеньор д'Анкр
- Беатрис; муж: Оберт де Онжес, сеньор де Женли
- Елизавета; муж: Рауль II (ум. 1210), сеньор де Куси
- Эсташия; 1-й муж: Даниэль де Бетюн (ок. 1194 — после 1227), сеньор де Бетюн; 2-й муж: Роберт II де Ваврин (ум. после 1273), сенешаль Фландрии